# Borda d'Anselles
La Borda d'Anselles és una borda del terme municipal de Tremp, a l'antic terme ribagorçà d'Espluga de Serra, al Pallars Jussà. És al nord de l'enclavament d'Enrens i Trepadús, al nord-est d'on hi ha les restes del Castell d'Enrens i al nord de la Borda de Ferrer.